# John McAdam (homme politique)
Pour les articles homonymes, voir John McAdam et McAdam (homonymie).
John McAdam (1807-1893) est un marchand et un homme politique canadien du Nouveau-Brunswick.

## Biographie
John McAdam naît le 28 mars 1807 en Irlande et devient marchand de bois à Milltown.
Libéral-conservateur, il est élu député provincial de la circonscription de Charlotte de 1854 jusqu'en 1872. Il se présente ensuite aux élections fédérales et est élu en 1872 député fédéral de la circonscription de Charlotte. Il est toutefois battu aux deux élections suivantes, en 1874 et en 1878 par Arthur Hill Gillmor. Il redevient plus tard député provincial de la circonscription de Charlotte de 1882 à 1886. 
Il est mort le 15 mars 1893.